# Mireille... Mireille...
Ne doit pas être confondu avec Mireille Mireille.
Albums de Mireille Mathieu
Olympia
(1969) Bonjour Mireille
(1971)
Singles
1. Pardonne-moi ce caprice d'enfant
Sortie : 1970
2. Donne ton cœur, donne ta vie
Sortie : 1970

Mireille... Mireille... est un album de la chanteuse française Mireille Mathieu sorti en 1970 sous le label Barclay.

## Chansons de l'album
Face 1
1. Pardonne-moi ce caprice d'enfant (Patricia Carli)
2. Pourquoi le monde est sans amour (Jean Schmitt/Patricia Carli)
3. Un jour viendra (Catherine Desage/Francis Lai)
4. Pour t'empêcher de me dire adieu (Pierre-André Dousset/Christian Gaubert)
5. L'Homme qui sera mon homme (Jean-Loup Dabadie/Paul de Senneville/Olivier Toussaint)
6. Toi que je désire (Patricia Carli/Léo Missir)

Face 2
1. Donne ton cœur, donne ta vie (Patricia Carli)
2. Je ne sais pas, ne sais plus (Jean Schmitt/Patricia Carli)
3. C'est la vie mais je t'aime (Jean-Loup Dabadie/Paul de Senneville)
4. Les Châteaux de sable (Pierre-André Dousset/M. Clavel)
5. La Princesse et l'Amour (Patricia Carli/Léo Missir)
6. Pour toi (Jean-Loup Dabadie/Paul de Senneville/Olivier Toussaint)